# Irmin Kamp
Irmin Kamp (* 21. Dezember 1940 in Delmenhorst; † 22. Juni 2024 in Bonn) war eine deutsche Bildhauerin. Von 1974 bis 2008 war sie Professorin für Bildhauerei an der Kunstakademie Düsseldorf, von 1981 bis 1988 auch deren Direktorin bzw. Rektorin.

## Leben
Nach einer Lehre als Schaufenstergestalterin studierte Kamp zu Beginn der 1960er Jahre an der Staatlichen Kunstschule Bremen, wo sie bei Karl Fred Dahmen, Winfried Gaul und Johannes Schreiter das Fach Malerei belegte. Mit einem Stipendium des British Council studierte sie anschließend in London an der St. Martin’s School of Art. Es folgte eine Tätigkeit als freischaffende Künstlerin in Delmenhorst, Münster und Barrenstein (Grevenbroich). 1980 zog sie nach Köln.
Unter Norbert Kricke, dem Direktor der Kunstakademie Düsseldorf, der durch John Anthony Thwaites auf sie aufmerksam gemacht worden und fortan ihr Mentor war, wurde Kamp 1974 als Professorin für Bildhauerei an die Düsseldorfer Akademie berufen. In den folgenden 33 Jahren besuchten rund 160 Schülerinnen und Schüler ihre Klasse, unter ihnen Volker Anding, Mathias Antlfinger, Christoph Büchel, Bogomir Ecker, Luka Fineisen, Manuel Franke, Klemens Golf, Gabriele Horndasch, Marcus Jansen, Bernd Kastner, Axel Lieber, Dirk Löbbert, Peter Mönnig, Wilhelm Mundt, Michael van Ofen, Heike Pallanca, Norbert Radermacher, Jürgen Schmitt, Simon Schubert, Ralf Streuf, Günter Thorn und Birgit Werres. Bekannt waren ihre Experimente mit verschiedenen Materialien, insbesondere der Einsatz von Kunststoffen in den 1960er und 1970er Jahren. Als Nachfolgerin von Kricke wurde sie 1981 Direktorin der Kunstakademie. In dieser Funktion stritt sie sich in den 1980er Jahren mit dem Wissenschaftsministerium Nordrhein-Westfalen um das Kunsthochschulgesetz. Zusammen mit Johannes Stüttgen bemühte sie sich 1986 vergeblich um den Erhalt der Fettecke von Joseph Beuys. 1988 wurde Markus Lüpertz Kamps Nachfolger in der Leitung des Kunstakademie. Von 1988 bis 1990 hielt sich Kamp zu Forschungszwecken auf der Karibikinsel Tobago auf. Ihre Emeritierung erfolgte 2008. Anlässlich der Eröffnung des Rundgangs 2010 ernannte Tony Cragg sie zum Ehrenmitglied der Kunstakademie Düsseldorf.
Vor dem Eingang des Hauptgebäudes der Kunstakademie Düsseldorf findet sich der von Irmin Kamp geprägte Ausspruch „Für unsere Studenten nur das Beste“. Diesen Anspruch an die Akademie formulierte die Bildhauerin während ihres Rektorats. Anlässlich der Ernennung Klaus Staecks zum Gastprofessor meißelten Schüler der Klasse von Ulrich Rückriem 1986 diesen Spruch in die Gehwegplatten.

## Werke (Auswahl)
- Moderato Andante, 1964
- Stones, 1965

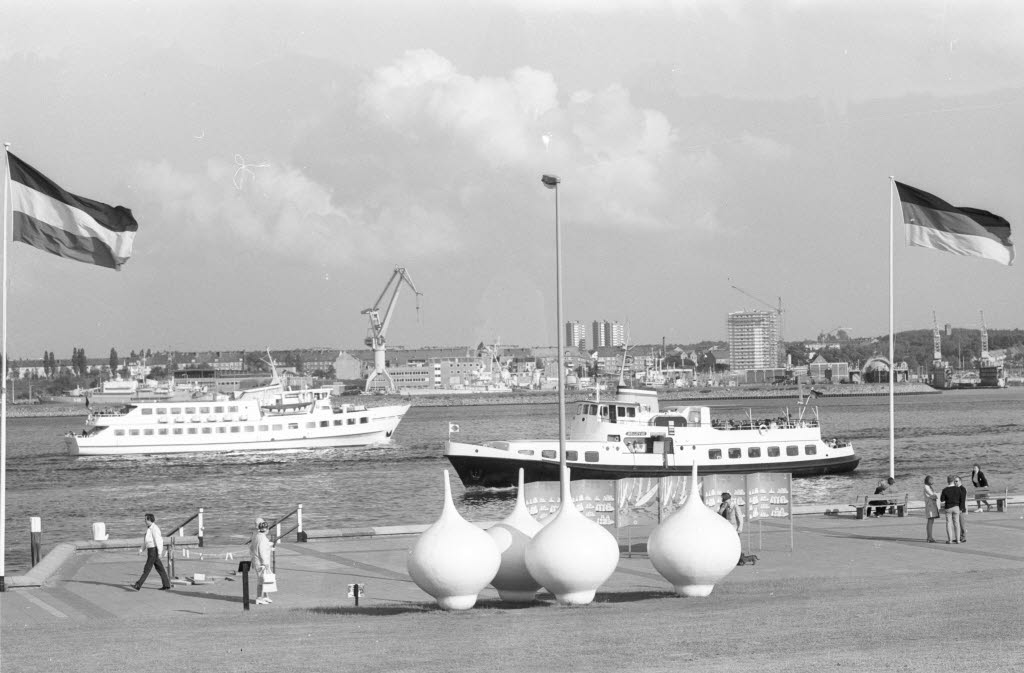
Zwiebeltürme (Mitte) bei der Kieler Woche 1972

- Erinnerungen an (Reflections on), 1965
- Trees, 1970
- Flammen, 1970
- Black Onions, 1970
- Zwiebeltürme, 1971, zunächst Kieler Woche, später Immanuel-Kant-Park, schließlich Silbersee in Moers[9]
- Wellen, 1973
- Rübenmieten bei Barrenstein, 1974
- Schwarze Pilze (Black Mushrooms), 1974, reproduziert zur Quadriennale 2006, Düsseldorf
- Bogen, 1977, nach einer Zeichnung von Fritz Schwegler
- Gewächshäuser, 1978
- Black Turtle, 1988
- Black rock, Tobago, 1990, 2008
- Große Silberne, Hommage à Kricke, 2008

## Ausstellungen
- 1975–2008: regelmäßige Ausstellungen der Klasse Kamp, jeweils mit Katalog
- 2006: Klasse Kamp 1974 bis 2006, Kunsthalle Düsseldorf
- 2008: Ausstellung von 15 restaurierten Arbeiten im Seewerk am Silbersee in Kapellen (Moers)[10]